# Miguel Dávalos
Miguel Martín Dávalos Álvarez (Huacho, 17 de diciembre de 1994) es un actor peruano. Dentro de sus participaciones en el cine, televisión y teatro es reconocido principalmente por su rol estelar de Manuel Vásquez «El Gato» en la telenovela cómica peruana Maricucha.

## Primeros años
Miguel Martín Dávalos Álvarez nació el 17 de diciembre de 1994 en Huacho, capital de la provincia de Huaura, pero se crío en Pativilca, distrito de la provincia de Barranca. Se dedicó por un tiempo a la iglesia católica a la par con sus estudios escolares, donde comenzaría a participar en diferentes actividades artísticas, especialmente en la actuación, la cual obtendría su primer papel a la edad de 10 años en una obra teatral de la parroquia de su zona. Además, fue propuesto para entrar a los talleres de teatro de su colegio, sin embargo, optó con dejar la faceta.
Tras haber acabado el colegio, se muda junto a toda su familia a Santiago de Chile, ciudad donde vivió hasta cumplir la mayoría de edad. Dávalos trabajó por breve tiempo como mozo y aseador en el restaurante de un hotel para poder pagar sus estudios de inglés y regresar al Perú años después, donde comenzaría a estudiar la carrera de artes escénicas en la Pontificia Universidad Católica del Perú, para luego emprender su propia carrera artística.

## Trayectoria
Dávalos debuta en la actuación a los 21 años participando en diferentes obras de la mano de Mateo Chiarella Viale, siendo con la obra teatral Luz oscura en el año 2016, donde haría diferentes personajes en el dicho montaje. Además se incluyó en el proyecto de teatro La edad del exilio, asumiendo por primera vez el rol protagónico. En 2018, se sumó a otra obra de teatro titulado El arcoíris en las manos, donde interpretaría a un personaje travestido con el nombre de Marita y teniendo así su segundo protagónico. Dávalos protagonizó la subobra de Trilogía bajo el nombre de Vladimir, interpretando al personaje homónimo.
Tras el éxito de su faceta actoral, haría su primera participación en el cine en el año 2017 protagonizando la película Momento Kori al lado de Muki Sabogal, para luego al año siguiente, comenzar una etapa de colaboraciones con la productora peruana Michelle Alexander, sumándose al elenco de la telenovela Mi esperanza como rol principal con el personaje de José «Junior» Morales.
En el teatro, Dávalos protagoniza las obras Cachorro está perdido en 2022, donde interpretaría a un adolescente de barrio que cursaba en un colegio estatal del Callao y Los inocentes en el papel de Carambola.
Obtuvo el rol coprotagónico en la película cómica Cosas de amigos como José en el año 2022. En este film bajo la dirección del reconocido actor Giovanni Ciccia, compartió escena con otros actores como Bruno Ascenzo y Rodrigo Sánchez Patiño.[cita requerida] Además, en ese mismo año, se incluye al elenco de la telenovela Maricucha, interpretando a Manuel Vásquez «El Gato», quién sería la pareja de la antagonista reformada Fernanda Corbacho (interpretada por la actriz Milene Vázquez), la cual se renovó con una segunda temporada a finales de año. Saltó a la fama internacional, obteniendo un rol principal en la película argentina Cómo mueren las reinas en 2021, en el papel de Pedro.[cita requerida]
En el año 2023, Dávalos participó en la película Soltera, casada, viuda, divorciada bajo el personaje del jugador de billar[cita requerida] y se sumó al reparto de la obra de teatro El cuerpo de Giulia-no de Jorge Eduardo Eielson, protagonizada por Emanuel Soriano.

## Filmografía

### Televisión
| Año           | Título              | Rol                                                 | Notas                     | Emisión            | Ref.             |
| ------------- | ------------------- | --------------------------------------------------- | ------------------------- | ------------------ | ---------------- |
| 2018          | Mi esperanza        | José «Junior» Morales Cáceres                       | Rol principal             | América Televisión | [ 7 ] [ 12 ]     |
| 2019          | Chapa tu combi      | Franklin Rubio Cortés                               | Rol principal             | América Televisión | [cita requerida] |
| 2019          | El día de mi suerte |                                                     | Rol secundario            | Movistar TV        | [ 13 ]           |
| 2022-2023     | Maricucha           | Manuel Vásquez Rojas / «El Gato» / «Gato con botas» | Rol protagónico reformado | América Televisión | [ 10 ] [ 2 ]     |
| 2024-presente | Los otros Concha    | Guido Collao Muñoz                                  | Rol principal             | América Televisión | [ 14 ]           |
| 2025          | Eres mi sangre      | Tobías «Toro» Ramírez                               | Rol antagónico principal  | América Televisión |                  |

### Cine
| Año  | Título                             | Rol                                 | Notas                    | Ref.             |
| ---- | ---------------------------------- | ----------------------------------- | ------------------------ | ---------------- |
| 2017 | Momento Kori                       | Kori                                | Rol protagónico          | [cita requerida] |
| 2018 | Contactado                         | Seguidor de un culto extraterrestre | Rol protagónico          | [cita requerida] |
| 2021 | Medias hermanas                    | Luciano                             | Rol principal            | [ 15 ]           |
| 2021 | Cómo mueren las reinas             | Pedro                               | Rol principal            | [cita requerida] |
| 2022 | Cosas de amigos                    | José                                | Rol coprotagónico        | [cita requerida] |
| 2023 | Soltera, casada, viuda, divorciada | Jugador de billar                   | Rol secundario           | [ 16 ]           |
| 2024 | El sueño de Ariana                 | Carlos                              | Rol secundario           | [cita requerida] |
| 2024 | Chabuca                            | André                               | Rol antagónico principal | [cita requerida] |

### Teatro
| Año  | Título                   | Rol               | Notas                       | Ref.             |
| ---- | ------------------------ | ----------------- | --------------------------- | ---------------- |
| 2016 | Luz oscura               | Varios personajes | Rol principal               | [ 3 ]            |
| 2017 | La edad del exilio       | Joven del grupo   | Rol protagónico             | [ 4 ]            |
| 2017 | El arcoíris en las manos | Marita            | Rol protagónico             | [ 5 ]            |
| 2018 | La cocina                | Cocinero          | Rol protagónico Teatro: TUC | [ 17 ]           |
| 2018 | Calígula                 |                   | Rol principal               | [cita requerida] |
| 2018 | Trilogía: Vladimir       | Vladimir          | Rol protagónico             | [cita requerida] |
| 2018 | Los inocentes            | «Carambola»       | Rol protagónico             | [ 9 ] [ 18 ]     |
| 2019 | Punk rock                |                   | Rol coprotagónico           | [ 19 ]           |
| 2019 | Fiat lux                 |                   | Rol principal               | [cita requerida] |
| 2022 | Cachorro está perdido    | «Cachorro»        | Rol protagónico             | [ 8 ]            |
| 2023 | El cuerpo de Giulia-no   |                   | Rol principal               | [ 11 ] [ 20 ]    |

## Premios y nominaciones
| Año  | Premio                   | Categoría            | Trabajo                  | Resultado | Ref.  |
| ---- | ------------------------ | -------------------- | ------------------------ | --------- | ----- |
| 2018 | Premio El Oficio Crítico | Mejor actor de drama | El arcoíris en las manos | Ganador   | [ 1 ] |